# Il velo azzurro
Il velo azzurro (Le voile bleu) è un film del 1942 diretto da Jean Stelli.

## Remake
Il film è stato oggetto di remake per la realizzazione di Più forte dell'amore (The Blue Veil), film statunitense del 1951 diretto da Curtis Bernhardt.